# Ctenocompa baliodes
Ctenocompa baliodes är en fjärilsart som beskrevs av Edward Meyrick 1893. Ctenocompa baliodes ingår i släktet Ctenocompa och familjen säckspinnare. Inga underarter finns listade i Catalogue of Life.